# Le Louroux-Béconnais

Le Louroux-Béconnais este o comună în departamentul Maine-et-Loire, Franța. În 2009 avea o populație de 2,805 de locuitori.